# M. S. Narasimhan
Mudumbai Seshachalu Narasimhan (Tandarai, 7 de junio de 1932-Bangalore, 16 de mayo de 2021) fue un matemático indio. Sus áreas de enfoque incluyeron teoría de números, geometría algebraica, teoría de representación y ecuaciones diferenciales parciales. Fue pionero en el estudio de espacios módulos de paquetes de vectores holomorfos en variedades proyectivas. Su trabajo se considera la base de la correspondencia Kobayashi-Hitchin que vincula la geometría diferencial y la geometría algebraica de paquetes vectoriales sobre variedades complejas. También fue conocido por su colaboración con el matemático C. S. Seshadri, por su demostración del Teorema de Narasimhan-Seshadri, que demostró las condiciones necesarias para los paquetes de vectores estables en una superficie de Riemann.
Recibió el Padma Bhushan, el tercer honor civil más alto de la India, en 1990, y la Ordre national du Mérite de Francia en 1989. Fue elegido miembro de la Royal Society de Londres. También recibió el Premio Shanti Swarup Bhatnagar en 1975 y fue el único indio en recibir el Premio Internacional Rey Faisal en el campo de la ciencia.

## Primeros años
Narasimhan nació el 7 de junio de 1932 en una familia rural en Tandarai en la actual Tamil Nadu, siendo el mayor de cinco hijos. Su familia procedía del distrito de North Arcot. Después de su educación temprana en la parte rural del país, se unió a Loyola College en Madrás para su educación de pregrado. Aquí estudió con el padre Charles Racine, un profesor jesuita francés, quien a su vez había estudiado con el matemático y geómetra francés Élie Cartan. Se unió al Instituto Tata de Investigación Fundamental (TIFR), Bombay, para sus estudios de posgrado en 1953. Obtuvo su Ph.D. de la Universidad de Mumbai en 1960, donde su asesor fue el matemático K. S. Chandrasekharan, conocido por su trabajo en teoría de números.

## Carrera
Narasimhan comenzó su carrera en 1960 cuando se unió a la facultad del Instituto Tata de Investigación Fundamental (TIFR); luego pasó a ser miembro honorario. Sus áreas de enfoque mientras estuvo en TIFR incluyeron el estudio de operadores diferenciales parciales y operadores elípticos. Durante este tiempo, visitó Francia bajo la invitación de Laurent Schwartz y estuvo expuesto a las obras de otros matemáticos franceses como Jean-Pierre Serre, Claude Chevalley, Élie Cartan y Jean Leray. Contrajo pleuresía durante su estancia en Francia y fue hospitalizado. Más tarde relataría que el incidente lo exponía a la "Francia real" y fortalecía aún más sus simpatías izquierdistas que ya habían sido desencadenadas por sus interacciones con el trotskista Schwartz.
Durante su estadía en Francia, también colaboró con el matemático japonés Takeshi Kotake trabajando en los teoremas de analiticidad para determinar tipos específicos de operadores elípticos que satisfacían las desigualdades de Cauchy-Schwarz. Su trabajo con Kotake fue conocido como el teorema de Kotake-Narasimhan para operadores elípticos en el marco de funciones ultradiferenciables.Colaboró con el matemático indio C. S. Seshadri para el innovador teorema de Narasimhan-Seshadri, que ha estado en el núcleo de la geometría algebraica y la teoría de números durante más de medio siglo.
El teorema derivó la relación entre la noción puramente algebraica de haces de vectores estables en superficies de Riemann. El teorema hizo una conexión entre dos áreas de la geometría moderna a saber. geometría diferencial y geometría algebraica. Tanto Seshadri como Narasimhan fueron elegidos miembros de la Royal Society por su trabajo sobre este tema. También colaboró con el matemático R. R. Simha en la prueba de la existencia de módulos de estructuras complejas de tipo general en una variedad analítica real. Estas medidas se denominaron medidas Simha-Narasimhan en superficies de Riemann. Por su trabajo, Narasimhan fue considerado un pionero en el estudio de espacios de módulos de paquetes de vectores holomórficos en variedades proyectivas. Su trabajo se considera la base de la correspondencia Kobayashi-Hitchin que vincula la geometría diferencial y la geometría algebraica de paquetes vectoriales sobre variedades complejas.
Cuando se estableció la Junta Nacional de Matemáticas Superiores en India, Narasimhan fue el primer presidente de la junta. En 1992, Narasimhan se retiró de TIFR y se convirtió en el jefe del grupo de investigación en Matemáticas en el Centro Internacional de Física Teórica en Trieste. También se había desempeñado como académico visitante en el Instituto de Estudios Avanzados, en Princeton, Nueva Jersey en 1968.Después de retirarse del ICTP, se instaló en Bangalore. Fue miembro de la Royal Society de Londres y recibió la Orden Nacional del Mérito de Francia en 1989. Fue galardonado con el Padma Bhushan, el tercer honor civil más alto de la India, en 1990 [11]. También recibió el Premio Shanti Swarup Bhatnagar en 1975, el Premio de Matemáticas de la Academia de Ciencias del Tercer Mundo en 1987 y la Medalla Srinivasa Ramanujan en 1988. También recibió el Premio Internacional de Ciencia Rey Faisal en 2006, y premio que ganó junto con el matemático Simon Donaldson, Imperial College. En 2021, era el único indio que había ganado el Premio Internacional de Ciencia Rey Faisal.